# ميشيل توكى
ميشيل توكى (بالإنجليزية: Michael Tucci)‏ هو ممثل أمريكي، ولد في 15 أبريل 1946 بنيويورك في الولايات المتحدة.

## أعمال

### أفلام
- (1978) غريس[3]

### مسلسلات
- موردر

## وصلات خارجية
- ميشيل توكى على موقع IMDb (الإنجليزية)
- ميشيل توكى على موقع أول موفي (الإنجليزية)
- ميشيل توكى على موقع قاعدة بيانات الأفلام السويدية (السويدية)
- ميشيل توكى على موقع إن إن دي بي (الإنجليزية)
- ميشيل توكى على موقع ديسكوغز (الإنجليزية)
- ميشيل توكى على موقع قاعدة بيانات الفيلم (الإنجليزية)